# إيما رولدان
كاتي خورادو (بالإسبانية: Emma Roldán)‏ ممثلة مكسيكية (ولدت يوم 3 فبراير من العام 1893 في ولاية سان لويس بوتوسي ، المكسيك ) تم ترشيحها ثلاث مرات لجائزة آرييل الفضية.

## روابط خارجية
- إيما رولدان على موقع IMDb (الإنجليزية)
- إيما رولدان على موقع قاعدة بيانات الفيلم (الإنجليزية)